# Mittagslinie
Eine Mittagslinie (lateinisch meridianus) ist der in Nord-Süd-Richtung verlaufende Schatten, den ein senkrechter Stab oder ein Gnomon beim höchsten Tagessonnenstand auf ebener Erde wirft. Mittagslinie heißt ebenso die Verbindungslinie der Endpunkte solcher Schattenwürfe bei Sonnenhöchststand, sogenannter Mittagspunkte, die sich im Lauf eines Jahres mit der verschiedenen Mittagshöhe der Sonne verschieben.
Mittagslinien können als astronomisches Messinstrument dienen, beispielsweise die 1655 vom Astronomen Giovanni Domenico Cassini in der Basilika San Petronio zu Bologna eingerichtete Linie. Hier wurden mit einem Messingstreifen auf dem Kirchenfußboden Markierungen nach dem höchsten Sonnenstand der Tage des Sonnenjahres dauerhaft festgehalten. 
Die Mittagslinien in Nord-Süd-Richtung fallen mit dem örtlichen Längenkreis bzw. dem Meridian des Standorts zusammen. Ihre Länge hängt einerseits von der Gnomonhöhe bzw. der Stablänge ab, andererseits vom Einstrahlwinkel der Sonne beziehungsweise vom örtlichen Breitenkreis. Für Orte außerhalb der Tropen gilt an einem beliebigen Tag: je näher der Standort am Wendekreis, desto höher der Sonnenstand zu Mittag, umso kürzer der Schatten und also geringer dessen jahreszeitliche Veränderung. An Orten, die zwischen den beiden Wendekreisen in den Tropen liegen, tritt mindestens einmal im Jahr der Fall auf, dass die Sonne zu Mittag im Zenit steht, ein senkrechter Stab also keinen Schatten wirft. An Orten mit Lage auf einem Wendekreis ist dies zu den Solstitien der Fall, wo zur Sommersonnenwende der Sonnenhöchststand im Zenit erreicht wird (und währenddessen auf dem anderen Wendekreis die geringste Mittagshöhe). An allen Orten mittlerer Breiten zwischen Wendekreis und Polarkreis erreicht die Sonne jeweils einmal im Jahr zu den Sonnenwenden die größte bzw. die geringste Mittagshöhe, und somit die Mittagslinie eines senkrechten Stabes ihr kürzestes bzw. längstes Ende.
Anhand der Mittagslinien ist eine Bestimmung der geographischen Breite möglich. Daneben erfüllten Sonnenuhren mit Schattenwurf auf senkrechten Messlinien später auch eine wichtige Aufgabe bei der mittäglichen Eichung lokal angebrachter Räderuhren.